# Дригальский (лунный кратер)
Кратер Дригальский (лат. Drygalski) — огромный древний ударный кратер в южной приполярной области видимой стороны Луны. Название присвоено в честь немецкого географа, геофизика, путешественника и полярного исследователя Эриха фон Дригальского (1865—1949) и утверждено Международным астрономическим союзом в 1964 г. Образование кратера относится к донектарскому периоду.

## Описание кратера

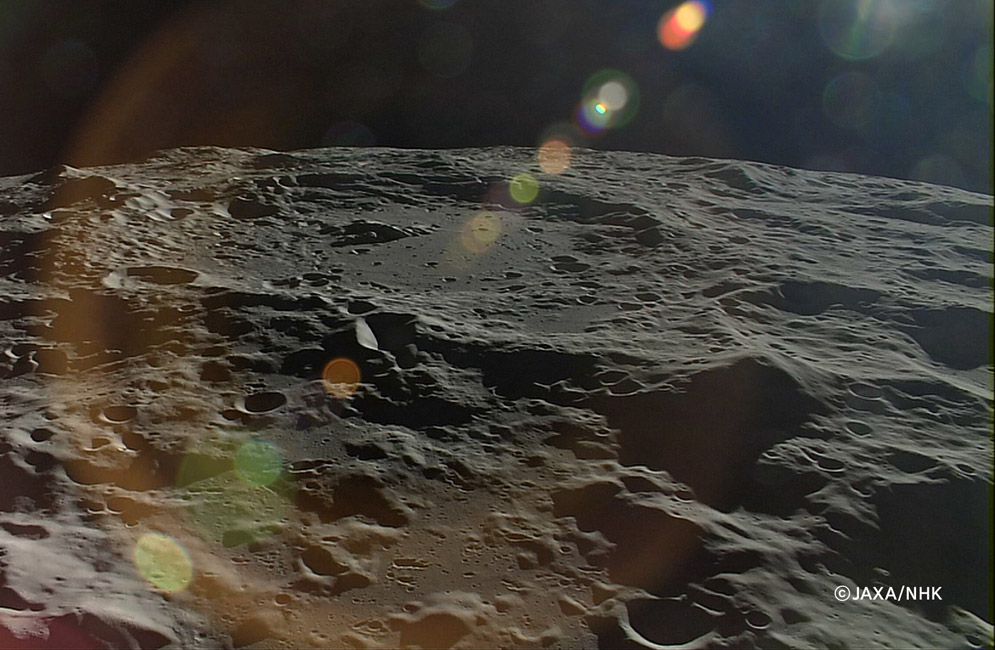
Снимок зонда Кагуя.

Ближайшими соседями кратера являются кратер Ашбрук на западе; кратер Больцман на севере-северо-западе; кратер Лежантиль на севере-северо-востоке; кратер Кабео на юго-востоке; кратер Ибн Бадж на юге и кратер Кохер на юго-западе. Селенографические координаты центра кратера 79°34′ ю. ш. 87°11′ з. д. / 79,57° ю. ш. 87,18° з. д., диаметр 162,5 км, глубина 5,17 км.
Кратер имеет полигональную форму и значительно разрушен за длительное время своего существования. Вал сложной формы, представляет собой кольцо возвышенностей и пиков, перекрыт множеством кратеров различного размера из числа которых наиболее заметен сателлитный кратер Дригальский P (см. ниже) в юго-западной части вала. От северной части вала в направлении кратера Больцман отходит дугообразная цепочка мелких кратеров. От южной части вала отходит широкая и глубокая долина, по видимому образованная двумя или более соединенными кратерами. Внутренний склон вала неровный, уступчатый, в северо-западной части перекрыт сателлитным кратером Дригальский V. Высота вала над окружающей местностью достигает 1740 м , объем кратера составляет приблизительно 24 900 км³. Дно чаши кратера переформировано лавой, сравнительно ровное, за исключением пересеченной западной части, отмечено множеством кратеров различного размера. Имеется группа массивных центральных пиков несколько смещенная к северо-западу от центра чаши.
При благоприятной либрации Луны кратер доступен для наблюдения с Земли, однако под низким углом и в искаженной форме.

## Сателлитные кратеры
| Дригальский | Координаты                                            | Диаметр, км |
| ----------- | ----------------------------------------------------- | ----------- |
| P           | 80°58′ ю. ш. 99°41′ з. д. / 80,97° ю. ш. 99,69° з. д. | 28          |
| V           | 78°22′ ю. ш. 93°28′ з. д. / 78,36° ю. ш. 93,47° з. д. | 21,2        |

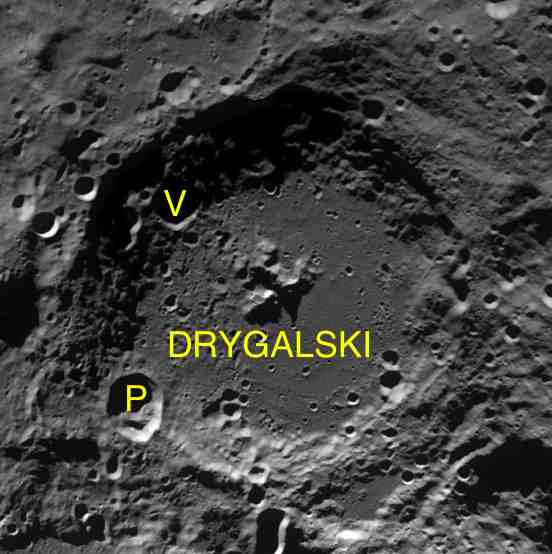
Снимок зонда Clementine.

- Сателлитный кратер Дригальский Q в 1994 г. переименован к кратер Ашбрук.
- Образование сателлитного кратера Дригальский P относится к позднеимбрийскому периоду[1].

## См.также
- Список кратеров на Луне
- Лунный кратер
- Морфологический каталог кратеров Луны
- Планетная номенклатура
- Селенография
- Минералогия Луны
- Геология Луны
- Поздняя тяжёлая бомбардировка